# Anna Baumann (Malerin)
Anna Baumann (* 16. Dezember 1873 in Herisau; † 14. Dezember 1950 in Blonay; heimatberechtigt in Herisau) war eine Schweizer Malerin aus dem Kanton Appenzell Ausserrhoden.

## Leben
Anna Baumann war eine Tochter von Johannes Baumann, Stickereifabrikant und Kantonsrat, und Anna Altherr. Sie war eine Schwester von Ständerat und Bundesrat Johannes Baumann sowie eine Halbschwester der Ausserrhoder Malerin Ida Baumann.
Anna Baumann studierte ein Jahr lang an der Bernischen Handwerker- und Kunstgewerbeschule. Darauf folgte ein Studienaufenthalt beim Schweizer Maler Léon Gaud in Genf. Im Winter 1896/1897 weilte sie zur Ausbildung zusammen mit ihrer Halbschwester Ida Baumann an der Damenakademie des Münchner Künstlerinnenvereins. Weiter besuchte sie Kurse in der Münchner Pinakothek. Zurück in Herisau, unterrichtete sie in Skizzieren.
In den Jahren 1899 bis 1901 kehrte sie zurück an die Bernische Handwerker- und Kunstgewerbeschule. Sie schloss dort ihre Ausbildung mit einem Diplom ab, das sie zum Dozieren im Fach Zeichnen an einer höheren Schule befähigte. Nach dem Erhalt des Diploms unterrichtete sie bis im November 1902 in Bern.
Im Alter von 29 Jahren zog sie 1902 in ein Haus mit Malatelier in Blonay, Kanton Waadt. Es entstanden viele Landschaftsbilder aus der Gegend am und über dem Genfersee. Sie war aktives Mitglied der Schweizerischen Gesellschaft Bildender Künstlerinnen.
Anna Baumann starb am 14. Dezember 1950 in Blonay.

## Werke (Auswahl)
- 1895: Intimus, 34,1 cm × 44,5 cm, Aquarell, Trogen, Kantonsbibliothek Appenzell Ausserrhoden
- ca. 1900: Landschaft, 20 cm × 29,7 cm, Aquarell, Trogen, Kantonsbibliothek Appenzell Ausserrhoden
- 1900–1920: Amtsstube, 60,9 cm × 47 cm, Öl auf Leinwand, Trogen, Kantonsbibliothek Appenzell Ausserrhoden
- 1900–1920: Bäume am Ufer, 44,6 cm × 37,2 cm, Öl auf Holz, Trogen, Kantonsbibliothek Appenzell Ausserrhoden
- 1900–1920: Porträt eines Mannes, 44,6 cm × 37,2 cm, Öl auf Leinwand, aufgeklebt auf Holz, Trogen, Kantonsbibliothek Appenzell Ausserrhoden
- 1902: Säntis und Steif von Linde, Sicht auf Herisau, 58 × 71 cm, Öl auf Leinwand, Trogen, Kantonsbibliothek Appenzell Ausserrhoden
- ca. 1913: Alp, 23,9 cm × 33,7 cm, Öl auf Leinwand, Trogen, Kantonsbibliothek Appenzell Ausserrhoden
- ca. 1913: Wiese, 20,1 cm × 33,1 cm, Öl auf Leinwand, Trogen, Kantonsbibliothek Appenzell Ausserrhoden
- 1919–1926: Heft mit Aquarellen und Bleistiftszeichnungen, 20,7 × 16,6 cm, Trogen, Kantonsbibliothek Appenzell Ausserrhoden
- 1919: Vor Kaffeehütte, 20,9 cm × 16,5 cm, Aquarell, Trogen, Kantonsbibliothek Appenzell Ausserrhoden
- 1919: Jetzt umgebaute Kaffehütte, 16,5 × 20,9 cm, Aquarell, Trogen, Kantonsbibliothek Appenzell Ausserrhoden
- 1919: Wohnhaus Bondenoces, 16,5 cm × 20,9 cm, Aquarell, Trogen, Kantonsbibliothek Appenzell Ausserrhoden
- 1919–1926: Aussicht vom hinteren Châlet, 16,5 cm × 20,9 cm, Aquarell, Trogen, Kantonsbibliothek Appenzell Ausserrhoden
- ca. 1920: Kruselkopf, 36,5 cm × 29,2 cm, Bleistift, Trogen, Kantonsbibliothek Appenzell Ausserrhoden
- ca. 1920: Soldat, 45,5 cm × 29,1 cm, Aquarell, Trogen, Kantonsbibliothek Appenzell Ausserrhoden
- 1921: Chésières, Bleistift, 16,5 × 20,9 cm, Bleistift, Trogen, Kantonsbibliothek Appenzell Ausserrhoden
- 1921: Chésières Dorf, Bleistift, 20,8 cm × 16,4 cm, Aquarell, Trogen, Kantonsbibliothek Appenzell Ausserrhoden
- 1921: Von Chésières nach Ollon: Blick gegen das Wallis, Aquarell, 16,5 cm × 20,9 cm, Trogen, Kantonsbibliothek Appenzell Ausserrhoden
- 1921: Vue du Col du Soud sur Villars-Chésières, 16,5 cm × 20,9 cm, Aquarell, Trogen, Kantonsbibliothek Appenzell Ausserrhoden
- 1926: Hinteres Châlet Bondenoces: Nuser Logis, Aquarell, 16,5 × 20,9 cm, Trogen, Kantonsbibliothek Appenzell Ausserrhoden
- 1926: Schneiter-Hütte: Argentière, Dents du Midi, Mont Blanc, Bleistift, 16,5 × 20,9 cm, Trogen, Kantonsbibliothek Appenzell Ausserrhoden